# Пригодій Сергій Михайлович
Сергі́й Миха́йлович Пригодій (29 травня 1953, Київ — 27 січня 2013, Київ) — український науковець-літературознавець, доктор філологічних наук, професор. Коло наукових інтересів: історія зарубіжної літератури, компаративістика та полікритичний аналіз художнього тексту.

## З біографії
Народився 29 травня 1953 року. Закінчив школу № 92 в Києві, а потім перекладацьке відділення КНУ імені Тараса Шевченка (1970—1975). Протягом двох років служив військовим перекладачем, працював у Анголі, Конго, Єгипті, Алжирі, Ємені, Сирії, Гвінеї. Брав участь у бойових діях. Нагороджений двома медалями Народної республіки Ангола.
Кар'єра: У 1977—2000 рр. викладав англійську мову та зарубіжну літературу в Київському національному лінгвістичному університеті.
У 1986 р. в Інституті літератури НАН України захистив кандидатську дисертацію на тему «Долі трудової імміграції в художній прозі США 70-х років ХХ сторіччя» (науковий керівник — академік Дмитро Затонський).
У 1995 р. у КНУ імені Тараса Шевченка захистив докторську дисертацію «Імпресіонізм на порубіжжі ХІХ — ХХ сторіч. Типологія та національні особливості (на матеріалі української та американської літератур)» (науковий консультант — професор Людмила Дем'янівська).
У 1996 р. створив кафедру теорії та історії світової літератури в КНЛУ, розробив із колегами літературознавчий блок дисциплін для спеціальності «Іноземні мови та зарубіжна література».
Працював у Сполучених Штатах Америки — університетах штату Міннесота (1989 р., 1991 р.) та штату Каліфорнія (1997 р.) і Великій Британії (Оксфорд, 1994 р., Кембридж, 2011). Член ASA — American Studies Association (USA), MLA — Modern Language Association (USA).
З 2003 р. — завідувач кафедри зарубіжної літератури КНУ. Започаткував американо-українську компаративістику, порушив і досліджував проблему «Античність та американський романтизм», упровадив в Україні полікритику американської літератури і архетипну критику літератури США.

Могила Сергія Пригодія, Байкове кладовище

Член редакційних колегій різних часописів — «Всесвітня література», «Вісник КНЛУ», «Біблія та культура». Входив до складу двох спеціалізованих рад із захисту кандидатських і докторських дисертацій з літературознавства. Був керівником і консультантом: 10 аспірантів та 2 докторанти.
У 1998—2004 рр. працював експертом ВАК України, дві останні каденції — на посаді заступника голови експертної ради ВАК.
Помер на 60-му році життя 27 січня 2013 року від раку шлунка. Був кремований, прах похований у колумбарії Байкового кладовища (50°24′57.83″ пн. ш. 30°30′6.21″ сх. д. / 50.4160639° пн. ш. 30.5017250° сх. д.).

### Родина
- Батько — літературознавець, доктор філологічних наук Михайло Пригодій (1922—2006).
- Сестра — літературознавиця, кандидат філологічних наук Наталія Андрійченко (нар. 1956).

## Творчий доробок
Автор понад 160 наукових статей, методичних рекомендацій. В тому числі книги:
- Полікритична дилогія — Американський романтизм. Полікритика. — К., 2006; Фронтирний неоромантизм у літературі США. Різночитання. — К., 2010.
- Компаративна тетралогія — Літературний імпресіонізм в Україні та США. — К., 1998; Українська філософія Серця та американський трансценденталізм. — К., 2002; Типологія української та американської літератур на порубіжжі ХІХ—ХХ сторіч. Частина 1. — К., 2004; Частина 2. — К., 2005 (у співавторстві).
- Антична трилогія — Література Давньої Греції. — К., 1999; Генеалогія давньогрецьких міфів. — К., 1997; Античність та американський романтизм. — Чернівці, 2003.
- Три літературні портрети — Генрі Джеймс. Еволюція творчості. — К., 1992; Творчість М. М. Коцюбинського в 90-ті роки ХІХ сторіччя. — К., 1993; Творчість Ольги Кобилянської: неоромантизм, символізм, імпресіонізм. — К., 1994.
- Архетипокритика — Архетипна критика американської літератури. — Київ-Сімферополь, 2008 (у співавторстві з І. Яковенко, Вл. Зіневич, Ю. Матасовою).
- Генрі Джеймс. Еволюція творчості. — К.: Дніпро, 1992 (монографія, 8 др. арк.).
- Творчість М. М. Коцюбинського в 90-ті роки ХІХ сторіччя. — К.: КДПІІМ, «Віпол», 1993 (навчальний посібник, 5 др. арк.).
- Творчість Ольги Кобилянської: неоромантизм, символізм, імпресіонізм. — К.: КДПІІМ, «Віпол», 1994 (навчальний посібник, 5 др. арк.).
- Генеза літературного імпресіонізму в Україні та США. — К.: КНЛУ, «Віпол», 1996 (навчальний посібник, 9 др.арк.)
- Жанр і стиль літературного імпресіонізму. — К.: КНЛУ, «Віпол», 1996 (навчальний посібник, 6,5 др. арк.).
- Генеалогія давньогрецьких міфів. — К.: КНЛУ, «Віпол», 1997 (навчальний посібник, 7 др. арк.)
- Літературний імпресіонізм в Україні та США. Типологія та національні особливості. — К.: Нора-Прінт, 1998 (монографія, 19 др. арк.).
- Література Давньої Греції. — К.: КНЛУ, «Віпол», 1999 (навчальний посібник, 15 др. арк.).
- Українська філософія Серця та американський трансценденталізм. — К., Київський університет, 2002 (монографія, 15 др. арк.).
- Античність та американський романтизм. — Чернівці: Рута, 2004 (монографія, 6 др. арк.)
- Типологія української та американської літератур на порубіжні ХІХ — ХХ сторіч. Частина1. — К.: Київський університет, 2004 (зб. наукових праць)
- Типологія української та американської літератур на порубіжні ХІХ — ХХ сторіч. Частина 2. — К.: Київський університет, 2005 (зб.наук.праць)
- Американський романтизм. Полікритика. — К.: Либідь, 2006 (навчальний посібник, 16 др. арк. Гриф МОН України)
- Архетипна критика американської літератури. — Київ-Сімферополь: Кримський Архів, 2008 (навчальний посібник, 15 др арк.)
- Фронтирний неоромантизм у літературі США. Різночитання — К.: Вид-во Європ. ун-ту, 2010 (монографія, 12 др. арк.)